# Вајбернам (Мисури)
Вајбернам (енгл. Viburnum) град је у америчкој савезној држави Мисури.

## Демографија
По попису из 2010. године број становника је 693, што је 132 (-16,0%) становника мање него 2000. године.
| Група             | 2000.       | 2010.       |
| Белци             | 813 (98,5%) | 673 (97,1%) |
| Афроамериканци    | 1 (0,1%)    | 3 (0,4%)    |
| Азијати           | 0 (0,0%)    | 0 (0,0%)    |
| Хиспаноамериканци | 3 (0,4%)    | 8 (1,2%)    |
| Укупно            | 825         | 693         |